# ゆぅトピア
ゆぅトピアは、日本国有鉄道（国鉄）・西日本旅客鉄道（JR西日本）が1986年（昭和61年）から1995年（平成7年）まで保有していた気動車で、ジョイフルトレインと呼ばれる車両の一種である。

## 開発経緯

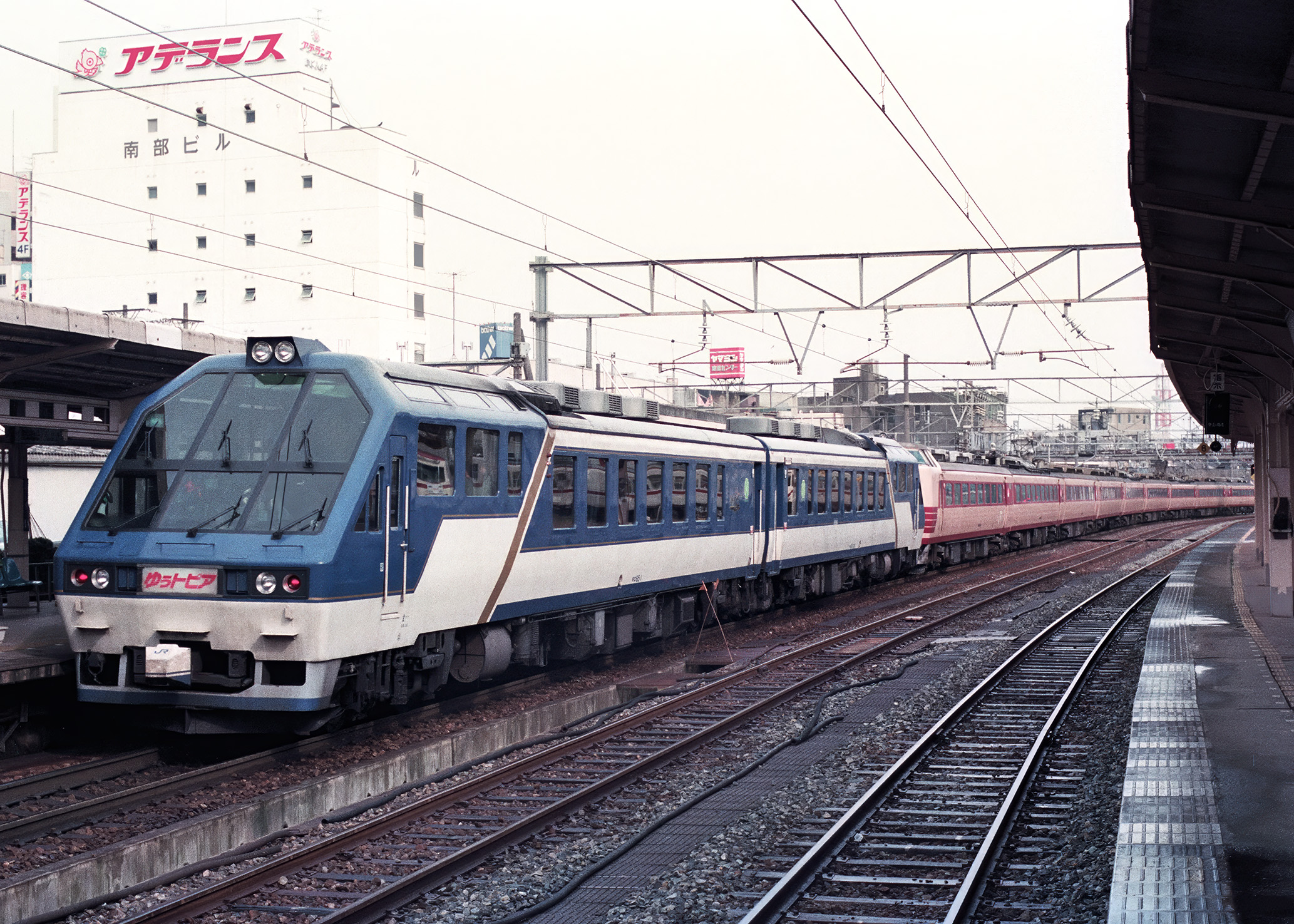
485系電車と併結するゆぅトピア

能登半島は当時成立した半島振興法の成立によりリゾート開発が計画されており、また和倉温泉については関西方面からの観光客も多かった。しかし名古屋駅・大阪駅から七尾線へ直通する急行列車は1978年（昭和53年）10月改正で廃止されており、観光客はもっぱら観光バスや自家用車を利用していた。
これらの需要を鉄道利用に取り込むことで大きな増収効果が期待できることから、国鉄金沢鉄道管理局（金鉄局、現・JR西日本金沢支社）では国鉄分割民営化に向けて、七尾線を北陸本線に次ぐ経営重点線区として位置づけ経営基盤の確保に取り組んでいたが、沿線人口の減少により七尾線だけでは活性化を図ることが困難となっていた。このような状況下、新しい施策として大阪と和倉温泉を直通する列車の運行を開始することになった。
当時の七尾線は非電化路線であり、電化路線である北陸本線との直通運行を行うには客車・気動車で列車を運行するか、電車を七尾線内でディーゼル機関車牽引とする方法も検討された。しかし前者では大阪・京都方面からの到達時分が電車特急と比較して長くなり、また後者では機関車やサービス電源用の電源車が必要で機動性に欠けていた。
そこで考案されたのが、電車と気動車を併結し七尾線には気動車のみ乗り入れる方法であった。この方法では特急「雷鳥」並みの到達時分を確保できるとともにトンネル改修の必要もない。また、電車と気動車の併結運転においては協調運転と気動車が付随車扱いで電車に牽引される方法が検討されたが、当時は前者が開発途上であったため後者を採用した。こうして運転されることになったのが大阪 - 金沢間で「雷鳥」に併結する臨時気動車特急「ゆぅトピア和倉」であり、このために開発された専用の気動車が本車である。
本車の改造にあたっては、他の気動車との連結を考慮しない代わりに電車との連結時に120km/hでの走行が可能で、サービス電源を自車で供給可能な車両を改造種車とすることになり、キハ65形気動車が選ばれた。

## 車両
改造は松任工場（現・金沢総合車両所）が担当することになり、1986年6月には工場内にプロジェクトチームが結成された。
また、既に「アルファコンチネンタルエクスプレス」の改造実績がある苗穂工場や国鉄本社の車両局設計課からの協力も得られた。
- 1号車 キロ65 1（旧キハ65 510） - 定員36名
- 2号車 キロ65 1001（旧キハ65 71） - 定員36名

2両ともグリーン車扱いであり、展望室・一般席に分かれる。（キロとは気動車の、グリーン車という意味）
車体デザインは能登半島のイメージを色で表現するべく、青と白を基調に金色のストライプを入れることで豪華さとダイナミックさを表現した。青はウルトラマリンブルー（青15号と青20号の中間）、白は灰色9号と灰色16号の中間の色を調色した。

### 改造内容

#### 車体
キハ65形の車体を先頭車端部から約7m分を台枠を残して切断し、新造した展望室の構体と接合した。前面窓は「アルファコンチネンタルエクスプレス」と同様の6枚ガラス構成となった。
冷房装置は展望室の直後にAU76A形集中式冷房装置1基を設置し、後位側はベース車両に設置されていたAU13A形分散式冷房装置3基をそのまま使用した。
連結器についてはすべて電車用の密着連結器に交換した。そのため、ほかの気動車との連結は基本的に不可能となった。

#### 客室
展望室は床高さを600mm高くし、ラウンジとして使用するため1号車では回転椅子を2脚とソファーを6席、2号車では回転椅子を8脚設置した。
一般客室は座席部分を110mm高くしたハイデッカー構造とし、2人掛け回転式リクライニングシートを2列-2列の配置で前後9列設置した。シートピッチは1100mm。座席の肘掛にはエアチューブ式ヘッドホンとオーディオチャンネル用リモコンが内蔵された。
側面窓ははめ殺しの固定窓に変更され、カーテンも横引き式に変更された。
また、座席上の荷物棚については100系新幹線と同様のものに交換した。暖房装置は種車で窓下部分に温水式暖房装置が設置されていたものを撤去し、代わって座席下に電気式暖房装置を設置した。
展望室・一般客室とも絨毯を敷き詰め、窓下の腰板部分も絨毯張りとした。1号車では緑・青などの寒色系、2号車では茶色・赤などの暖色系でまとめている。
1号車客室のデッキ側には、洋式トイレと洗面台を新設、水タンクも床上に設置した。2号車では車内販売準備室を設けたほか、テレホンカード式自動車用公衆電話が1台設置された。

#### 走行機器
オリジナルのキハ65形は最高速度が95km/hの車両であるため、120km/hでの走行に対応させるべく走行機器には大幅に手が加えられた。
台車はキハ181系気動車並みの高速性能に耐えるものとするべく、軸箱支持方式をリンク式からペデスタル式に変更することになった。このためコイルばねを撤去した上で空気ばねの上蓋を交換し、枕ばねと並列にオイルダンパーを付加した。これらの改良のため台車枠は新製された。台車形式は動力台車がDT39B、付随台車がTR218Bとなった。
ブレーキ関係では電車のブレーキに対応させるため応荷重装置つき電磁直通ブレーキを装備することになった。これに伴い、C2PEブレーキ制御装置・D電磁給排弁・E電磁給排弁を設置した上でブレーキ指令線を引き通した。また、ブレーキライニングは特急用の部品（1種）に交換した。これらの改造によって電車との連結時には電磁直通ブレーキを動作させ、ブレーキに関しては電車と協調することが可能になった。なお、単独運転の場合は自動空気ブレーキを使用する。

#### 電装品・床下機器
扉扱いは併結する電車と「ゆぅトピア」でそれぞれ独立して行うことになったが、「ゆぅトピア」側の扉が3km/h以上で走行中に開いた場合には電車の運転台にある警告ブザーが鳴動する回路を設けた。
また、電車に牽引されている場合は「ゆぅトピア」側の逆転機が中立になっている必要があることから扉開閉状態と逆転機の状態を電車の運転台で監視できるようにした。
連結器を密着連結器に交換したことから、連結用空気管については救援用のブレーキ管を設けたほかは全て撤去し密着連結器への配管に変更した。電気連結器については運転台側のものをすべて撤去し、KE76形ジャンパ連結器を設置した。

## 運用
1986年12月より特急「ゆぅトピア和倉」として運行を開始、1991年（平成3年）9月1日の七尾線電化までは臨時特急として主に「雷鳥」に併結して運用された。七尾線電化後は団体臨時列車での運用が中心となったが、1994年度冬に「快速 味めぐりわかさ号」として運転中に機関故障が発生し、復旧されないまま1995年（平成7年）3月31日付で廃車となった。